# الوفاء والتغيير (حزب سياسي)
كتلة الوفاء والتغيير هو حزب سياسي عراقي أنشأ من قبل اسكندر وتوت.وتحالف اسكندر وتوت مع حيدر العبادي في ائتلاف النصر للدخول معا في الانتخابات العراقية التي سوف تجري في شهر مايو من عام 2018.